# Schwarz Stein
Gli Schwarz Stein sono un gruppo musicale visual kei giapponese di musica elettronica attivo dal 2001 al 2004 e nuovamente dal 2014.

## Formazione
- Hora (洞) - tastiere, programmazioni
- Kaya (迦夜) - voce

## Discografia
Album
- 2003 - New vogue children
- 2004 - Artificial Hallucination
- 2011 - Recurrence of Hallucination (ed. limitata)

Singoli
- 2002 - Perfect Garden
- 2003 - Current
- 2014 - Gebet
- 2014 - COCOON -Fallen-
- 2014 - Sleeping Madness